# اپیتوپ

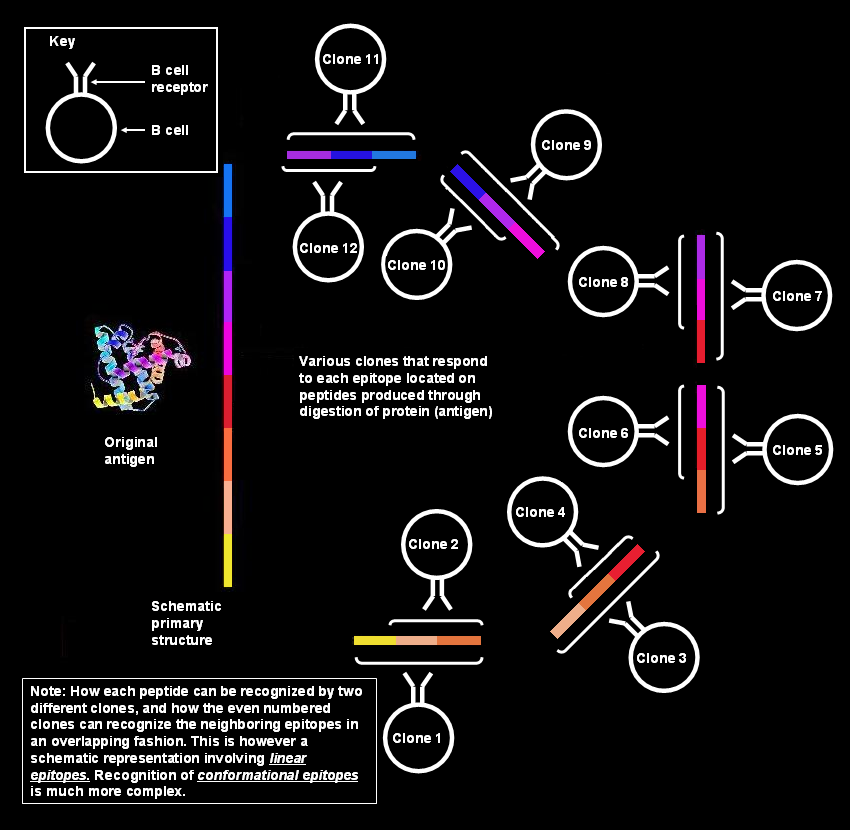
تصویری بیانگر اپیتوپ

یک اپی توپ (به انگلیسی: epitope)، قسمتی از یک آنتی ژن است که توسط سیستم دفاعی تشخیص داده می‌شود.

## انواع اپی توپ‌ها

### لنفوسیت B
اپی توپ‌هایی که توسط لنفوسیت Bشناسایی می‌گردند و آنتی بادی علیه آنها تولید می‌شود، می‌تواند شاخص‌های خطی [Linear] در ساختار اول یا شاخص‌های شکلی [Conformational] در ساختار دوم، سوم و چهارم مولکول باشند. معمولاً اپی توپ‌ها کوچک هستند و ۸–۴ رزیدوآمینواسیدی ویا قندی را شامل می‌شوند و ناحیه اتصالی آنتی بادی اپی توپ ۸–۴ رزیدویی را در خود جای می‌دهد. اگرچه از نظر تئوری هر ۸–۴ رزیدو یک اپی توپ مجزا را می‌توانند ایجاد کند ولی عملاً تعداد اپی توپ‌ها در یک آنتی ژن بسیار کمتر ازآن است که به لحاظ تئوری انتظار می‌رود و معمولاً به بخشهایی محدود می‌شود که در دسترس آنتی بادی قرار می‌گیرند

### لنفوسیت T
اپی توپ‌هایی که توسط لنفوسیت T شناسایی می‌شوند، توالی اولیه آمینواسیدی در ساختار یک پروتئین هستند. لنفوسیت T قادر به شناسایی پلی ساکاریدی یا نوکلئیک اسید نیست، حال می‌توان دریافت که چرا پلی ساکاریدها آنتی ژنهای غیر وابسته به تیموس و پروتئین‌ها آنتی ژنهای وابسته به تیموس هستند. برای شناسایی اپی توپ‌ها نیازی نیست که شاخص در نواحی بیرونی آنتی ژن قرار گرفته باشد زیرا لنفوسیت T اپی توپ‌ها را پس از تجزیه در سلول‌های عرضه‌کننده آنتی ژن و تبدیل به قطعات پپتیدی کوچک شناسایی می‌کند. پپتید آزاد توسط لنفوسیت T شناسایی نمی‌شود بلکه ترکیب پپتید و مولکول Major Histocompatibility Complex MHC توسط لنفوسیت T شناسایی می‌شود. بعضی از لنفوسیتهای T، لیپیدها را که همراه با مولکول‌های شبه MHC [MHC-Like] به نام 1 CD هستند، شناسایی می‌کنند.
معمولاً اپی توپ‌ها کوچک بوده و محدود به ۵۱–۸ آمینواسید هستند. اگرچه از نظر تئوری هر ۵۱–۸ آمینواسید می‌توانند یک اپی توپ مجزا باشند ولی در عمل بسیار کمتر هستند و محدود به بخشهایی می‌شوند که می‌توانند به مولکول MHC متصل شوند؛ و همین عامل سبب می‌شود پاسخ افراد مختلف به محتوی اپی توپیک یک آنتی ژن متفاوت باشد زیرا افراد ازنظر MHC هتروژن هستند.